# David-Paul Drach
Pour les articles homonymes, voir Drach.
 (juillet 2023).
La mise en forme du texte ne suit pas les recommandations de Wikipédia : il faut le « wikifier ».
Les points d'amélioration suivants sont les cas les plus fréquents. Le détail des points à revoir est peut-être précisé sur la page de discussion.
- Les titres sont pré-formatés par le logiciel. Ils ne sont ni en capitales, ni en gras.
- Le texte ne doit pas être écrit en capitales (les noms de famille non plus), ni en gras, ni en italique, ni en « petit »…
- Le gras n'est utilisé que pour surligner le titre de l'article dans l'introduction, une seule fois.
- L'italique est rarement utilisé : mots en langue étrangère, titres d'œuvres, noms de bateaux, etc.
- Les citations ne sont pas en italique mais en corps de texte normal. Elles sont entourées par des guillemets français : « et ».
- Les listes à puces sont à éviter, des paragraphes rédigés étant largement préférés. Les tableaux sont à réserver à la présentation de données structurées (résultats, etc.).
- Les appels de note de bas de page (petits chiffres en exposant, introduits par l'outil «  Source ») sont à placer entre la fin de phrase et le point final[comme ça].
- Les liens internes (vers d'autres articles de Wikipédia) sont à choisir avec parcimonie. Créez des liens vers des articles approfondissant le sujet. Les termes génériques sans rapport avec le sujet sont à éviter, ainsi que les répétitions de liens vers un même terme.
- Les liens externes sont à placer uniquement dans une section « Liens externes », à la fin de l'article. Ces liens sont à choisir avec parcimonie suivant les règles définies. Si un lien sert de source à l'article, son insertion dans le texte est à faire par les notes de bas de page.
- La présentation des références doit suivre les conventions bibliographiques. Il est recommandé d'utiliser les modèles {{Ouvrage}}, {{Chapitre}}, {{Article}}, {{Lien web}} et/ou {{Bibliographie}}. Le mode d'édition visuel peut mettre en forme automatiquement les références.
- Insérer une infobox (cadre d'informations à droite) n'est pas obligatoire pour parachever la mise en page.

Pour une aide détaillée, merci de consulter Aide:Wikification.
Si vous pensez que ces points ont été résolus, vous pouvez retirer ce bandeau et améliorer la mise en forme d'un autre article.
David Drach, devenu Paul-Louis-Bernard Drach après son baptême, dit aussi « le Chevalier Drach », né le 6 mars 1791 à Strasbourg, et mort fin janvier 1865 à Rome, est un ancien rabbin français d'origine alsacienne converti au catholicisme. Il fut bibliothécaire de la Congrégation pour la propagation de la foi à Rome.

## Biographie

### Première période
David Drach fut d'abord instruit par son père, érudit en hébreu et dans l'étude du Talmud. À l'âge de douze ans, Drach entra en premier cycle de l'école talmudique d'Ettendorf près de Strasbourg. Il compléta ce cycle, qui durait normalement trois ans, en un an, et il entra en deuxième cycle de l'école talmudique de Bischheim l'année suivante. Il obtint son diplôme en dix-huit mois et s'enregistra à Westhofen pour être admis comme professeur de Talmud. À seulement seize ans, il accepta un poste de précepteur à Ribeauvillé (Rappoltsweiler) dans le Haut-Rhin, où il resta durant trois ans. Dès 1809, il fut nommé rabbin et docteur de la Loi, après quoi il partit exercer un autre préceptorat à Colmar.
Là, le jeune Drach se consacra à l'étude des sciences profanes auxquelles il s'était déjà assidûment appliqué pendant ses études talmudiques. Il étudie le grec et le latin. Réformé en 1811, et muni de l'autorisation réticente de son père, il alla à Paris où il fut appelé à un poste important au sein du Consistoire central et assura simultanément les fonctions de tuteur dans une famille juive, les Weil (la famille de l'arrière-grand-père de  Marcel Proust). Les résultats de sa méthode d'enseignement incitèrent même des familles chrétiennes à lui confier leurs enfants, ce qui a eu une influence sur sa conversion ultérieure, bien qu'il ait précédemment manifesté un penchant pour le christianisme.
Il écrivit : « Électrisé par les exemples édifiants d'une tendre piété, dont j'avais ainsi le bonheur d'être témoin journellement, pendant plusieurs années, le sentiment qui m'animait autrefois à l'égard du christianisme se réveilla en moi avec une force nouvelle. »
Dès lors, il s'appliqua de façon studieuse à la théologie patristique et se spécialisa dans l'étude de la Septante, afin d'examiner l'accusation des rabbins pour qui les traducteurs d'Alexandrie avaient trahi le texte hébreu.

### Deuxième période

#### Conversion
Ces études débouchèrent sur sa croyance inaliénable en la divinité et la qualité de messie de Jésus-Christ. Le Jeudi saint de 1823, il renonça au judaïsme, en présence de l'archevêque Mgr de Quélen, à Paris, fut baptisé le samedi (saint) suivant, et, le matin de Pâques, reçut sa première eucharistie et le sacrement de la confirmation. Ses deux filles et son fils nouveau-né furent aussi baptisés.
Sa femme Sara, la fille du grand-rabbin de France Emmanuel Deutz, qu'il avait épousée en 1818, seule de la famille à être restée fidèle à sa foi juive, se serait, selon ce que rapporte la Catholic Encyclopedia et d'autres sources, enfuie avec ses trois enfants en Angleterre. Drach obtint leur restitution deux ans plus tard.
Après son baptême, David-Paul Drach manifesta une nette volonté de convertir de nombreux Juifs au catholicisme tout en revendiquant son appartenance au peuple juif.

#### Congrégation pour la propagation de la foi
Quelques années après, Drach se rendit à Rome, où il fut embauché en 1827 au Vatican comme bibliothécaire de la Congrégation pour la propagation de la foi, poste qu'il occupa jusqu'à sa mort. C'est là qu'il gagna son titre pontifical de « chevalier ». Sa conversion sembla en inspirer d'autres qui s'en remettent à son guidage, y compris certains des frères Libermann de Saverne ; François Libermann fut particulièrement reconnaissant envers Drach pour ses conseils et son aide dans l'établissement de la Société du Saint-Cœur de Marie. Son propre beau-frère, Simon Deutz, fils du grand-rabbin, se convertit à son tour en 1828.
Il reçut plusieurs dignités ecclésiastiques ou civiles qui lui ont permis de signer ses ouvrages en tant que « Chevalier Drach », étant Docteur en philosophie et ès lettres, membre de plusieurs académies, chevalier de la Légion d'honneur, de saint Grégoire, de l'Éperon d'or réformé, de saint Louis, deuxième classe (mérite civil) etc.
1840 fut l'année de son élévation au rang de chevalier de Saint-Grégoire, et en 1841 il fut fait chevalier de Saint-Sylvestre, de Saint-Louis, et de la Légion d’honneur.
Le Chevalier Drach, bibliothécaire de la Congrégation pour la propagation de la foi à Rome, défendit l'idée que la Kabbale, pour sa partie ancienne et originelle, confirmait la foi chrétienne. Pour le Chevalier Drach : « Il ne faut pas s'étonner si l'étude de cette science a amené un grand nombre de juifs à embrasser le christianisme. En effet, à moins de faire violence au texte des précieux morceaux qui nous restent de la Kabbale ancienne, il faut convenir que le dogme chrétien y est professé aussi nettement que dans les livres des Pères de l'Église. Les rabbins s'en sont si bien aperçus qu'ils ont pris des mesures pour éloigner les juifs de la lecture de la Kabbale parce qu'elle pourrait, disaient-ils, ébranler la foi de ceux qui n'y sont pas assez solidement affermis. » En effet, il faut distinguer dans la Kabbale, ce qui procède l'enseignement originel de Moïse et qui se transmit oralement pendant des siècles, de ce qui fut rajouté par des rabbins, soucieux de se distinguer du christianisme : « Des Pères de l'Église, des théologiens et des savants, tant parmi les catholiques que parmi les protestants, parlent de cette science avec honneur... D'un autre côté, le seul nom de la Kabbale inspire, même à des hommes d'esprit et de savoir, nous ne savons quel sentiment d'effroi mêlé d'horreur. Pour expliquer cette antilogie, il faut faire deux parts bien tranchées de la science kabbalistique : 1) La Kabbale vraie et sans mélange, qui s'enseignait dans l'ancienne Synagogue et dont le caractère est franchement chrétien, ainsi qu'on le verra plus loin ; 2) La Kabbale fausse, pleine de superstitions ridicules et en outre s'occupant de magie, de théurgie, de goétie : en un mot, telle qu'elle est devenue entre les mains des docteurs cabalistes de la Synagogue infidèle qui a fait divorce avec ses propres principes. » 
Pour le Chevalier Drach, pour reconnaître si une tradition de la Kabbale est vraie et originelle, il faut vérifier si elle exprime un article de la croyance chrétienne ou si elle est susceptible d'une interprétation chrétienne. En effet : « Vers les derniers temps de l'existence de Jérusalem, le culte des juifs tourna au pharisaïsme qui envahit presque tout le terrain de la Synagogue. Les présomptueux pharisiens étouffèrent, irritum fecere, la pure loi de Dieu sous leurs arguties et leurs vaines subtilités d'où résultait cette foule d'observances minutieuses (...) que nous retrouvons dans les pratiques superstitieuses de la Synagogue actuelle... En partie dénaturée au fond, elle reçut encore l'alliage impur des rêveries fantastiques, des vaines subtilités des rabbins, des lambeaux des philosophies grecques et orientales, systèmes opposés entre eux et surtout incompatibles avec la révélation mosaïque. »
Le chevalier Drach s'appuie sur le fait que Jésus reprocha aux docteurs de la loi de dérober au peuple la clé d'interprétation des Écritures, l'empêchant ainsi de reconnaître le Messie dans la personne de Jésus.

## Descendance
Son fils, Paul-Augustin Drach, né le 12 août 1817 et mort le 29 octobre 1895, fut chanoine de Notre-Dame de Paris et bibliste renommé. Il fit ses études au Collège de Propaganda Fide à Rome et y fut ordonné prêtre en 1846. Il fut également curé de Sceaux. On lui doit un grand commentaire de la Bible en français (La Sainte Bible, Paris, 1869) où il a traité lui-même des Épîtres de Paul (1871), des Épîtres catholiques (1879) et de l'Apocalypse (1879).

## Œuvres publiées
Première période
- Hagadah, ou Cérémoniel des deux premières soirées de Paque (Metz, 1818)
- Ode hébraïque sur la consécration du temple élevé par le consistoire hébraïque de Paris, 1821.
- Discours prononcé aux obsèques de Mme Javal, 1822
- Discours prononcé aux obsèques de M. Lan, 1823

Deuxième période
- Trois Lettres d'un rabbin converti aux Israélites, ses frères (Paris, 1825) : Première lettre ; Deuxième lettre (Les prophéties expliquées par les traditions de la synagogue) ; Troisième lettre
- Bible de Vence, avec annotations, notes, commentaires (Paris, 1827- 1833) en 27 volumes et l'atlas (qui manque souvent et édité séparément) in-octavo. Valeur inestimable. Introuvable complet.
- « Relation de la Conversion de M. Hyacinthe (Simon) Deutz, Baptisé à Rome, le 3 février 1826, Précédée de Quelques Considérations sur le Retour d'Israel dans l'Eglise de Dieu », Paris, 1828
- L'Inscription hébraïque du titre de la Sainte Croix restituée, 1831
- Ode hébraïque sur l'huitième anniversaire du Règne glorieux de la Sainteté du Pape Grégoire XVI, 1839
- Du divorce dans la synagogue (Rome, 1840)
- Traduction littérale du Psaume hébreu 1842
- Les six jours génésiaques 1842
- De l'harmonie entre l'Église et la synagogue (Paris, 1844) tome I et tome 2
- Catholicum lexicon hebraicum et chaldaicum in Veteris Testamenti libros (= Dictionnaire catholique hébreu-chaldaique de l'Ancien Testament) ; éd. Migne, Paris, 1848) reprise du Dictionnaire Hébreu-Latin de Gesenius
- La Synagogue et les auteurs grecs, dissertation publiée dans "Lettres à Monseigneur Dupanloup, évêque d'Orléans, sur le paganisme dans l'éducation par l'abbé Gaume" Paris, 1852[n 2]
- Le Pieux Hébraïsant, Paris, 1853, avec les principales prières chrétiennes en hébreu et un résumé de catéchisme catholique en hébreu et latin.
- Le Sépher HaYashar, ou le Livre du Juste : Présentation et traduction dans le Tome 2 du Dictionnaire des apocryphes (1858) et Défense du Sépher Haiyaschar (1858)
- La Cabale des Hébreux vengée de la fausse imputation de panthéisme (Rome, 1864).